# 異態兵鯰
異態兵鯰，為輻鰭魚綱鯰形目美鯰科的其中一種，為熱帶淡水魚。分布於南美洲蘇利南Coppename與Nickerie河流域，體長可達5.3公分，棲息在沙泥底質具有沉積物的溪流底層水域，屬雜食性，生活習性不明。

## 扩展阅读
維基物種上的相關：異態兵鯰